# 小行星6157
小行星6157（英語：6157 Prey）是一颗围绕太阳公转的小行星。1991年9月9日，卢茨·D·施耐德、佛蒙特·伯根在陶腾堡发现了此天体。
这颗小行星的绝对星等为225.3642679790955等。